# فرط شحميات الدم
فرط شحميات الدم أو فرط بروتينات الدم الشحمية هو حالة ارتفاع مستويات أي أو كل من الدهون بشكل غير طبيعي أو البروتين الدهني في الدم  وهو الشكل الأكثر شيوعا من ارتفاع مستويات الدهون في الدم، (الذي أيضا يتضمن أي انخفاض مستويات الدهون).
تنقل الدهون (جزيئيات الدهون القابلة للذوبان) في غشاء البروتين ويحدد كثافته حجم تلك الكبسولة أو البروتين الدهني. يحتوي البروتين الدهني ونوع صميم البروتين الشحمي على تحديد مصير الجسيمات وتأثيرها على عملية التمثيل الغذائي.
وشذوذ الدهون والبروتين الدهني شائع بين عامة الناس، ويعتبر عامل خطورة قابل للتعديل والإصابة بامراض القلب والأوعية الدموية نظرا لتأثيره على التصلب التعصدي. وبالإضافة إلى ذلك، بعض صوره قد تعرض لالتهاب حاد في البنكرياس.

## التصنيف
يمكن تصنيف فرط شحميات الدم في الأساس، اما عائلية «وراثية» (وتسمى أيضا الابتدائية) والتي تسببها تشوهات جينية محددة، أو مكتسبة (وتسمى أيضا الثانوية)، عندما تحدث عن اضطراب آخر كامن يقود إلى تغييرات في دهون البلازما والبروتين الدهني للتمثيل الغذائي. وأيضا، قد يكون فرط الدهون في الدم ذاتي العلة بسبب غير معروف.
كما يمكن تصنيف فرط شحميات الدم مباشرة في أي نوع من أنواع الدهون التي ارتفعت، وهذا هو فرط كولسترول الدم، أو فرط ثلاثي جيليسريد الدم، وهو نوع من أنواع الدهون، أو كلاهما. يمكن أيضا أن يصنف ارتفاع مستويات البروتين الشحمي على أنه شكل من أشكال فرط شحميات الدم.

### العائلي (الابتدائي)
يصنف فرط شحميات الدم العائلي وفقا لتصنيف فريدريكسونالذ يستند على نمط البروتينات الشحمية على الرحلان الكهربي أو التنابذ بسرعة فائقة. وتبنت ذلك في وقت لاحق منظمة الصحة العالمية. ولا يحسب ذلك مباشرة ل HDL، ولا يميز بين الجينات المختلفة التي قد تكون مسؤولة جزئيا عن بعض هذه الحالات. ولا يزال نظام تصنيف نظامي ذو شعبية، ولكنه يعتبر من قبل الكثيرين من مؤرخ.
| فرط شحميات الدم       | OMIM | المرادفات                                  | الخلل                                                              | ارتفاع البروتين الدهني                                       | الأعراض الرئيسية                                                                                  | المُعالَجَة                                  | مظهور المصل                          |
| --------------------- | ---- | ------------------------------------------ | ------------------------------------------------------------------ | ------------------------------------------------------------ | ------------------------------------------------------------------------------------------------- | ----------------------------------------- | ------------------------------------ |
| النوع الأول (نادر)    | {6}  | متلازمة بيرغر، أو فرط شحميات الدم العائلي. | انخفاض البروتين الدهني الليباز (LPL) أو ApoC2 المعدل.              | الدقائق الكيلوسية                                            | ألم في البطن (من البنكرياس) وتشحمن الدم مع خضاب شبكي أصفر وطفح جلدي اندفاعي وضخامة الكبد والطحال. | ضبط الحمية الغذائية.                      | الطبقة الدهنية العليا.               |
| النوع الثاني a        | {7}  | عائلة فرط شحميات الدم                      | خلل مستقبلات البروتين الشحمي منخفض الكثافة                         | البروتين الشحمي منخفض الكثافة                                | الصفار المبقع أو اللوحي والخرف القوسي والصفروم الورمي.                                            | الحمض الصفراوي والستاتين والنياسين الصافي |                                      |
| النوع الثاني b        | {8}  | فرط شحميات الدم العائلي المختلط.           | انخفاض مستقبلات البروتين الشحمي منخفض الكثافة وزيادة ApoB          | البروتين الشحمي منخفض الكثافة وبروتين دهني منخفض الكثافة جدا |                                                                                                   | الستاتين والنياسين والفايبريت الصافي      |                                      |
| النوع الثالث (النادر) | {9}  | السركوما الشحمية العائلية مختلة بيتا       | خلل توليف Apo E2                                                   | البرُوتيناتُ الشَّحْمِيَّةُ المُتوسطة الكثافة                          |                                                                                                   | الفايبرايت والستاتين                      | معكر                                 |
| النوع الرابع          | {10} | فرط شحميات الدم العائلي                    | زيادة إنتاج البروتينات الشحمية الوضيعة الكثافة والا زالة المنخفضة. | البروتينات الشحمية الوضيعة الكثافة                           |                                                                                                   | الفايبريت والنياسين والاستاتين            | معكر                                 |
| النوع الخامس (النادر) | {11} | فرط ثلاثي جلسرين الدم داخلي المنشأ         | زيادة إنتاج البروتينات الشحمية وضيعة الكثافة و LPL المخفض.         | البروتينات الشحمية الوضيعة الكثافة والدقائق الكيلوسية.       |                                                                                                   | النياسين، الفايبريت                       | الطبقة الدهنية العليا والسفلى معكرة. |

#### فرط بروتينات الدم الشحمية النوع 1
فرط بروتينات الدم الشحمية النوع 1 هو شكل من أشكال فرط بروتينات الدم الشحمية المرتبطة بقصور ليباز البروتين الدهني.

#### فرط بروتينات الدم الشحمية النوع 2
فرط بروتينات الدم الشحمية النوع 2، هو الشكل الأكثر شيوعا، ويصنف داخليا إلى النوع 2أ و 2 ب، اعتمادا على ما إذا كان هناك ارتفاع في مستوى الدهون الثلاثية، بالإضافة إلى الكوليسترول منخفض الكثافة.

##### النوع الثاني a
قد يكون هذا النوع متشتتا (بسبب عوامل غذائية)، وتعدد الموروثات أو (الجينات) أو قد يكون حقيقة عائلي نتيجة لطفرة إما في مستقبلات الجين LDL في الكروموسوم 19 (0.2 ٪ من السكان) أو الجين ApoB (0.2 ٪ من السكان) ويتميز الشكل العائلي بورم أصفر وتري وصفار مبقع أو لوحي وأمراض القلب السابقة لأوانها. ونسبة حدوث هذا المرض هي حوالي 1 في 500 من متغير الزيجوت، و 1 في 1000000 من متماثل الزيجوت.

##### النوع الثاني b
ارتفاع مستويات البروتين الشحمي منخفض الكثافة بروتين دهني منخفض الكثافة جدا نسبة إلى الإفراط في إنتاج الركائز (المادة المخمرة أو الحليلة)، بما في ذلك الدهون الثلاثية، الاسيتيل CoA وزيادة توليف B-100. كما يمكن أيضا أن يكون السبب هو ازالة الكوليسترول المنخفض الكثافة الناقصة، والانتشار بين السكان هو 10 ٪.
- فرط بروتينات الدم الشحمية المختلط (FCH)
- فرط بروتينات الدم الشحمية المختلط الثانوي (عادة في سياق متلازمة التمثيل الغذائي، الذي هو معيار التشخيص)

#### فرط بروتينات الدم الدم الشحمية، النوع 3.
هذا النموذج هو نتيجة التركيز العالي للدقيقة الكيلوسية والبروتين الدهني متوسط الكثافة {IDL}. والمعروف أيضا باسم مرض بيتا الواسع أو السركوما الشحمية مضطربة البيتا، والسبب الأكثر شيوعا لهذا النموذج هو وجود النمط الوراثي ApoE E2/E2. بسبب الكوليسترول الغني ب VLD (B-VLDL). الانتشار هو 0.02 ٪ من السكان.

#### فرط بروتينات الدم الشحمية النوع 4
وهذا النموذج هو نتيجة لارتفاع الدهون الثلاثية. المعروف أيضا بالسركوما الشحمية (فرط ثلاثي غليسيريد الدم). ووفقا ل NCEP -ATPIII فإن تعريف الدهون الثلاثية المرتفع هي، الدهون الثلاثية (> 200 ملغم / دل)، والانتشار هو حوالي 16 ٪ من السكان البالغين.

#### فرط بروتينات الدم الشحمية، النوع 5
يشابه هذا النوع النوع 1، ولكن مع ارتفاع VLDL إضافة إلى الدقيقات الكيلوسية.
ويرتبط أيضا بعدم تحمل الجلوكوز وفرط حمض البوليك في الدم

#### أشكال العائلي الغير مصنف
أشكال العائلي غير المصنفة نادر :
- السركومة الشحمية - قصور ألفا
- السركومة الشحمية - قصور بيتا (الانتشار 0.01-0.%)

### المكتسب (الثانوي)
فرط شحميات الدم المكتسب (أيضا يسمى الثانوي) قد يشبه الأشكال الأولية من فرط شحميات الدم، ويمكن أن تكون له عواقب مماثلة لفرط شحميات الدم كما يمكن أن يؤدي إلى زيادة خطر تصلب الشرايين أو عندما يرتبط بارتفاع ملحوظ في ثلاثي الجليسريد البشري، إلى التهاب البنكرياس والمضاعفات الأخرى لمتلازمة التهاب التامور الكيلوسي. والأسباب الأكثر شيوعا لفرط الشحميات المكتسب هي:
- داء السكري
- استخدام الأدوية مثل مدرات البول وحاصرات بيتا وهرمون الاستروجين

تشمل الأحوال الأخرى التي تؤدي إلى حدوث فرط شحميات الدم المكتسب:
- قصور الدرق (نقص إفراز الغدة الدرقية)
- الفشل الكلوي
- متلازمة الكلى
- استخدام الكحول
- بعض اضطرابات الغدد الصماء النادرة والاضطرابات الأيضية

معالجة الحالة الكامنة، كل ما أمكن ذلك، أو التوقف عن استخدام الادوية المخالفة، يؤدي عادة إلى حدوث تحسن في نسبة الدهون. قد تتطلب بعض الحالات العلاج بمخفضات الدهون في الدم.
وهناك سبب مكتسب آخر لفرط شحميات الدم، على الرغم من أنه دائما غير مدرج في هذه الفئة، وهو زيادة نسبة الدهون في الدم بصورة طبيعية بعد تناول الطعام. 

## إدارة المرض
لعلاج النوع الثاني، تعديل النظام الغذائي هو النهج الأولي، ولكن العديد من المرضى يحتاجون إلى العلاج مع الستاتين {HMG-CoA} لتقليل مخاطر القلب والأوعية الدموية. وإذا ارتفع مستوى الدهون الثلاثية بشكل ملحوظ، يكون من الأفضل استخدام الفايبريت نظرا لتأثيراتها المفيدة. رغم أن الجمع بين العلاج بعقاقير الستاتين {HMG-CoA} والفايبريت فعال للغاية، إلا أنه قد يؤدي إلى زيادة خطر الاعتلال العضلي والورم العضلي المخطط، وبالتالي يتم ذلك فقط تحت الإشراف الطبي الدقيق. والأدوية الأخرى التي تضاف عادة للستاتين هي عقاقير الإزيتمايب والنياسين المخفضة للكوليسترول ومعزول حمض الصفراء. يستخدم أيضا زيت السمك كمكملات غذائية للحد من ارتفاع الدهون الثلاثية، بأكبر تأثير ممكن على المرضى الذين يعانون من خطورة كبيرة هناك بعض الأدلة على فائدة المنتجات النباتية التي تحتوي على الستيرول والأحماض الدهنية أوميغا 3.

## الروابط الخارجية
- أوراق فريدريكسون (مع صور مبكرة من بحوث البروتين الدهني)
- 745209914 في مفكرة المُمارِس العام

قالب:Lipidemias